# 顏其碩
顏其碩（1900年12月12日—1977年1月6日），字助德，號小池漁翁，日本名小池永彥，臺灣澎湖縣西嶼鄉小池角人，日治時期教職人員、二戰後公務人員，公職退休後致力保存史詩文獻，1972年出任《澎湖縣志·人物志》主編，同年七月付梓出版。

## 生平

### 日治時期

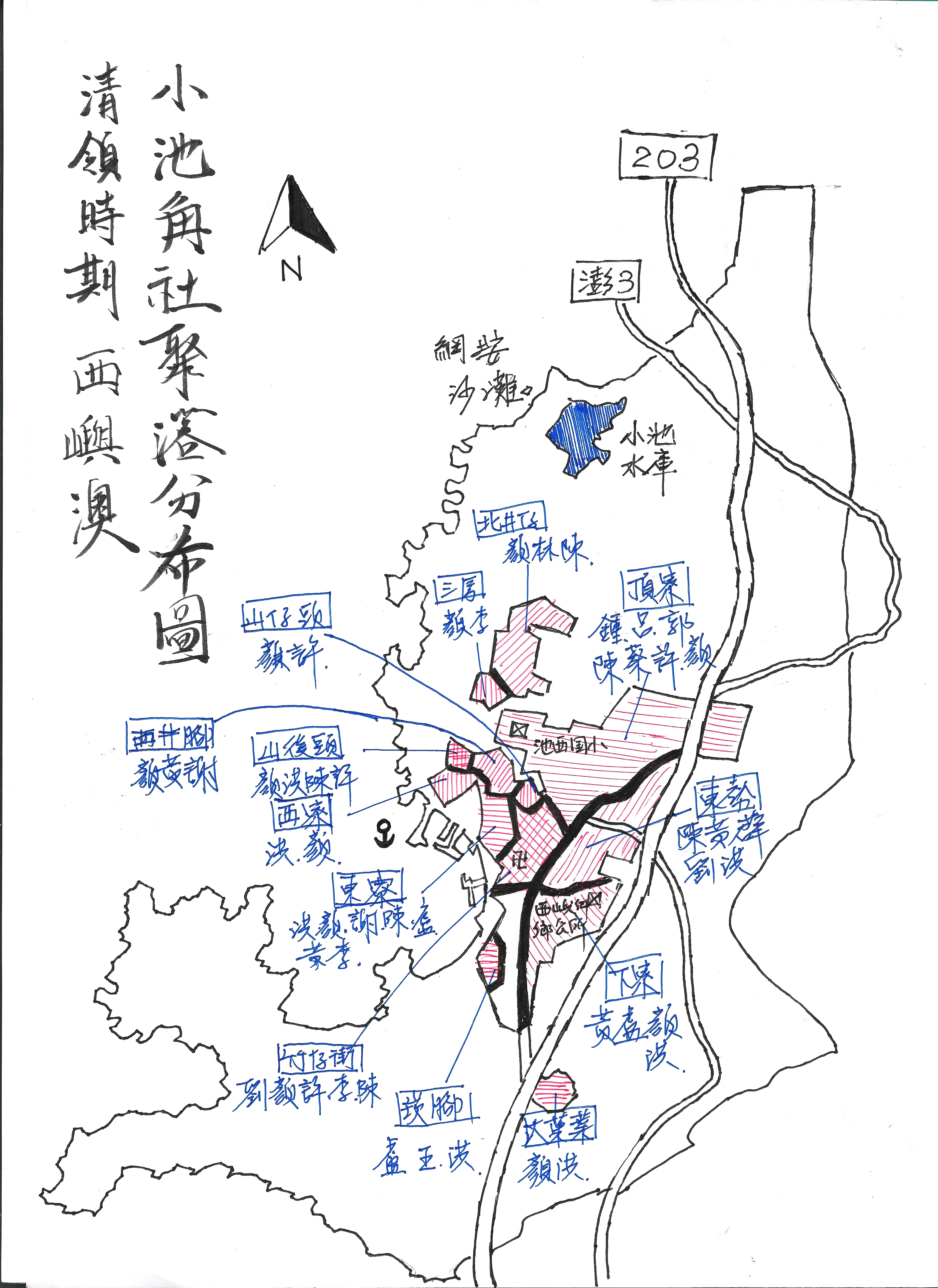
西嶼小池角聚落分布圖。

明治32年（1900年）12月12日，顏其碩誕生於西嶼（漁翁島）的小池角北井仔，故鄉「小池角」乃取自「小池塘旁的角隅」之意，乃相對於村落北側「大池角」而得名，小池角在1945年後被新制的行政區域一分為二，劃作「池東」與「池西」二村。顏其碩父名佛于，上有胞姊顏屐、養兄顏其苗，顏其苗在大正7年（1918年）回歸生父家庭，顏其碩遂成家中獨子。:2-3
明治41年（1909年），顏其碩九歲進入小池角公學校（今池東國小前身），除接受日本教育之外，亦曾跟隨顏品香、顏天威、郭榮林等宿儒學習漢文，大正3年（1914年）自小池角公學校畢業，應屆僅九名學童，且悉數為男性，時年已十五歲:2-3。大正6年（1917年），顏其碩負笈臺灣本島，進入臺灣總督府國語學校師範部乙科就讀，並在大正8年（1919年）18歲時順利畢業，同年3月便開始於澎湖廳媽宮公學校（今馬公市馬公國小）服務。
大正9年（1920年），顏其碩轉赴隘門公學校（今湖西鄉隘門國小）任教，並與同村知名助產士江仁（即「美仁」）結縭。大正12年（1923年），遞補出任內垵分教場（今西嶼鄉內垵國小）訓導一職；大正13年（1924年），復調往小池角公學校任職；除擔任教職外，顏其碩尚於閒暇時跟隨清朝秀才陳梅峰修習詩文。昭和2年（1927年），顏其碩參與臺灣總督府普通考試及格，遂揮別九年教職，轉任澎湖廳公職人員，並自此定居馬公。
昭和12年（1937年），日本帝國與中華民國爆發第二次中日戰爭，開始推動皇民化運動，以期強化殖民地對日本的認同；昭和15年（1940年）起，日本政府推行「改姓名運動」，改姓名採申請制，顏其碩因公職身份需配合國家政策，只得提出姓名更改申請，於同年（1940年）改名「小池永彥」，此姓名以故鄉「小池角」為氏，「永彥」則是為了「永」久紀念自己原本的「顏」姓。昭和20年（1945年），日本帝國在第二次世界大戰中戰敗，國民政府接管台灣、澎湖，顏其碩也在同年（民國34年）10月27日，申請恢復本名。

### 民國時期

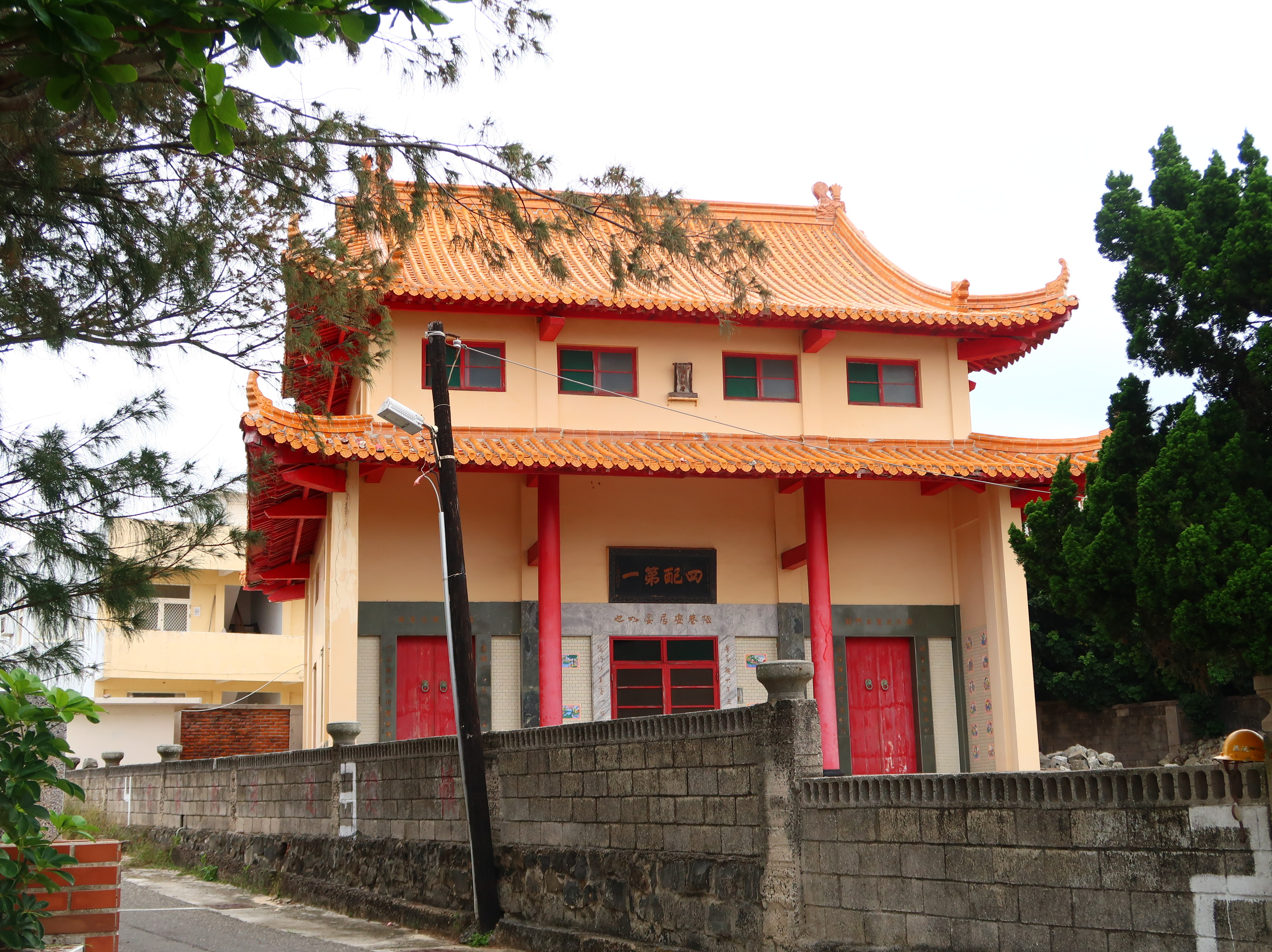
台灣澎湖縣西嶼鄉小池角顏氏家祠，堂號為陋巷衍派、四配第一。

二戰之後，顏其碩繼續留在馬公從事公職，擔任澎湖縣政府的科員，暫兼文書及統計股長。民國36年（1947年），接受國民政府舉辦的「臺灣省訓練團統計系公務統計組」課程達六個月，並於該年10月修業完畢。
民國36年（1947年）12月，顏其碩呈書予縣府單位，痛陳澎湖樹木稀少，吾輩應當愛護樹木，今時卻見多處公園、練兵場處喬木遭到盜伐，日後演講亦不無感慨地提到日本政府對造林的重視，組織植樹團體、宣導愛樹思想、每年配給植樹種子進行獎勵，但凡所植樹木，皆另架防風設備維護，遂發表懇請縣府借鏡之語云云:37-40，悲而作詩云：:96
〈傷到處樹木濫被盜伐有感〉
泥城南畔水池西，芳草當年一望齊。
此日牛山同濯濯，尋春何處聽鶯啼？
民國38年（1948年），國民政府因國共內戰失利，敗退台灣，大批軍眷流離失所，於台灣各地入住寺廟、民宅，顏其碩的馬公住處便曾無償提供軍眷居住達兩年。民國39年（1950年），專任澎湖縣政府主計室副主任、民國40年（1951年）升主任，民國50年（1961年）退休。
顏其碩在退休之後，可謂戮力從事文獻保存和詩文創作的志業：民國55年（1966年），顏其碩獲選為西瀛吟社第七任社長、出任澎湖縣的文獻委員。民國58年（1969年），時年七十歲的顏其碩以姓氏堂號為名，將雜文、書簡、詩、詩鐘、廟聯、燈謎、日文散文句與俳句集結成冊，出版《陋巷雜草》。民國60年（1971年），參與編輯《西瀛詩叢》。民國61年（1972年），顏其碩擔任《澎湖縣誌．人物志》的主撰人員，除了轉寫謄錄清光緒18年（1892年）間林豪於《澎湖廳志》記述的人物，並替當時已故地方名士如吳爾聰、郭石頭、鄭大洽及歐清石等先賢作傳。
顏其碩在民國66年（1977年）1月6日逝世，享壽76歲。

## 澎湖大空襲
第二次世界大戰末期，隸屬日本帝國的澎湖群島曾遭受盟軍的戰機轟炸，時任澎湖廳擔任技手的顏其碩身歷其境，昭和20年（1945）3月14日馬公空襲，顏其碩自宅慘遭炸燬，3月20日起至9月中旬，只得寄居澎湖廳農事試作場的倉庫，過著自炊自足的刻苦生活。
民國58年（1969年）間，顏其碩發表《陋巷雜草》中，曾撰〈空襲概況〉一文，替澎湖空襲的歷史留下珍貴的史料。

## 妻子顏江仁
顏其碩娶同為小池角人的江仁為妻，里人多稱「美仁」。「美仁」實際上生於明治34年（1901年），本名郭仁，三歲生父郭廉逝，寡母顏來改嫁馬公人江定，才改名江仁。繼父江定待「美仁」視如己出，有感當時澎湖嬰兒死亡率高，遂決意將「美仁」培養成助產士。大正5年（1916年），「美仁」進入臺北醫院產婆講習所修習，翌年畢業，大正6年（1917年）返鄉服務，為澎湖第一名的助產士。大正9年（1920年）與顏其碩結婚，戶籍改作「顏江仁」，婚後仍持續從事助產工作，為當時罕見的職業婦女，並陪伴顏其碩渡過二戰末期的空襲歲月。:19
「美仁」在馬公開業，生性樂於助人，接生對象不分貴賤，常有產婦家庭雇請三輪車伕接「美仁」，在澎湖四處接生奔走，甚至遠赴澎湖離島皆有其接生紀錄，最高有一日接生過六、七人之多。民國57年（1968），「美仁」當選澎湖縣第一屆「敬業楷模」，直至「美仁」逝世前夕，在澎湖接生的人數已達有三萬名。:19
顏其碩和顏江仁共生有四男七女，其中兩子一女早夭。

## 作品
顏其碩通曉文言文、熟稔日文寫作，其發表詩文作品，多抒談時局所聞與生平感悟，多收錄於民國58年（1969年）印行的《陋巷雜草》文冊中，其生平曾經歷過數場台灣歷史事件，顏其碩皆曾擬詩記述，如爆發於民國36年（1947年）的二二八事件：
〈二、二八事件有感〉
琴書自昔最相親，況是滄桑劫後身。不管閑花開與落，唯求無事太平春。
城狐社鼠遍全台，陰霧迷濛鬱不開。怎得大風吹散去，青天白日共含杯。
（页面存档备份，存于）